# جرج‌تاون (مریلند)
جرج‌تاون (به انگلیسی: Georgetown) شهری در ایالت مریلند کشور ایالات متحده آمریکا است که جمعیت آن در سرشماری سال ۲۰۱۰ میلادی، ۱۴۳ نفر بوده‌است.